# ARP Odyssey
O ARP Odyssey é um sintetizador analógico lançado pela ARP Instruments em 1972 como resposta às pressões impostas pelo lançamento do Minimoog, da concorrente Moog Music. Com o objetivo de criar um sintetizador "de palco", portátil e econômico (o Minimoog, por exemplo, custava US$1,495 quando foi lançado), a ARP elaborou uma versão reduzida do popular ARP 2600, resultando no Odyssey, que se tornou o sintetizador mais vendido da marca.
O Odyssey é um sintetizador analógico com dois osciladores, sendo um dos primeiros sintetizadores duofônicos (capaz de tocar duas notas ao mesmo tempo). Um atrativo potencial do Odyssey é o fato de que todos os parâmetros são controlados por botões deslizantes (sliders) sobre o painel. Esses parâmetros incluem o filtro passa-baixas ressonante, filtro passa-altas não ressonante, os envelopes ADSR e AR, um oscilador de baixa frequência com formas de onda triangular (não senóide) e quadrada e um sample-and-hold.
Houve várias versões do Odyssey ao longo dos anos. Em February de 2014, a Korg Inc anunciou que faria uma reedição do Odyssey em Septembro de 2014. Posteriormente o lançamento foi remarcado para o início de 2015.

## Modelos

### Odyssey Mark I (Modelo 2800)

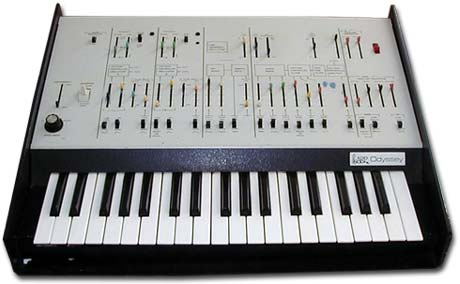
ARP Odyssey Mark I

- Produzido entre 1972 e 1975.
Os Odysseys originais, na cor branca, usavam filtros de dois polos semelhantes aos do Oberheim SEM. O antigo tecladista do Deep Purple, Jon Lord, utilizava esse modelo do ARP Odyssey.
- As últimas unidades produzidas do Mark I já vinham com o painel preto e dourado que caracteriza o Mark II e algumas delas tinham também interface de Controle de Tensão/Gate/Trigger já instalada (ARP mod kit #6800101).

Essas unidades continham um número maior de ajustes internos e eram ligeiramente mais difíceis de calibrar.

### Odyssey Mark II (Modelo 2810-5)
- Produzido entre 1975 e 1978.

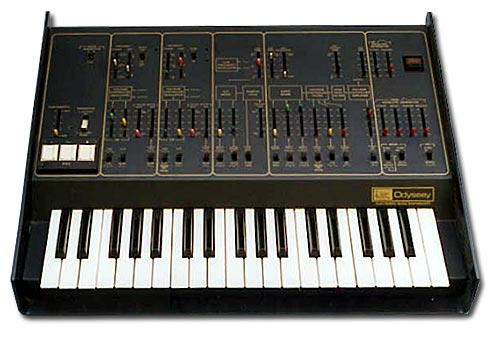
ARP Odyssey Mark II

- Os Odysseys I e II eram muito semelhantes. A principal diferença entre eles era a inclusão de um controle CV/Gate e o painel preto e dourado. O 2810 introduziu filtro de quatro pólos, mais robusto que o de 2 polos utilizado no modelo anterior. Esse filtro era semelhante ao filtro da Moog e não durou muito. Houve rumores de que a Moog havia processado a ARP em função desse filtro, o que não aconteceu. A ARP e a Moog chegaram a um acordo amigável, tendo a ARP pagado uma pequena taxa à Moog em função das unidades já produzidas. A ARP logo desenvolveu seu próprio filtro passa-baixas de quatro polos. Eles vieram com o filtro 4075, que foi utilizado em modelos subseqüentes do Odyssey. O 4072, semelhante, foi utilizado nos modelos 2600, Omni, Axxe, Solus e outros.

### Odyssey Mk III (Model 2820-2823)
- Produzido entre 1978 e 1981.

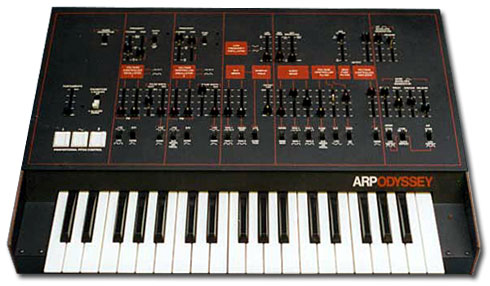
ARP Odyssey Mark III

- The Mark III apresentou o novo filtro 4075. O resto das especificações era praticamente idêntico às do Mark II, excepto pelo facto de que a aparência e a qualidade foram atualizadas para combinar com os sintetizadores mais recentes da empresa, com o esquema de cores laranja e preto. Ele também usava um pitch-bender chamado de PPC (Proportional Pitch Control), no qual três botões sensíveis a pressão eram usados para controlar as variações de afinação para cima, para baixo e o vibrato. Os Odysseys mais antigos usavam um botão giratório (knob) simples para essa função. O Odyssey Mark III é o modelo mais comum do Odyssey.
- Os Odysseys Mark III têm saídas com conectores XLR além das saídas não balanceadas de 1/4".

### Recursos
- Seleção de formas de onda dente de serra, quadrada e pulse, com sincronização dos osciladores, modulador de anel e gerador de ruído branco ou rosa.
- A largura do pulso pode ser modulada manualmente ou com o oscilador de baixa frequência ou o gerador de envelope ADSR. Há um filtro passa-altas estático, bem como um filtro passa-baixas controlado por tensão que pode ser induzido à auto-oscilação.
- O filtro pode ser controlado por qualquer um dos geradores de envelope, o ADSR (ataque, decaimento, sustentação, repouso) ou o AR (atque, repouso) e modulado pelo oscilador de baixa frequência, o sample-and-hold, o teclado ou um pedal de controle de tensão separado, ligado na entrada do painel traseiro.
- A entrada de Sample/Hold pode ser usada para enviar a saída dos osciladores para a entrada de modulação de frequência do oscilador 2 ou do filtro, gerando uma modulação de frequência no som.